# تيكي غيلانا
إيربا تيكي غيلانا ( (بالأمهرية: ኧርባ ቲኪ ገላና)‏؛ من مواليد 22 أكتوبر 1987) هي عداءة مسافات طويلة إثيوبية محترفة، تنافس في سباقات الماراثون. كان أفضل رقم شخصي لها هو 2:18:58 وهو الرقم القياسي الوطني الإثيوبي للماراثون من 2012 إلى 2017. فازت في ماراثون أمستردام 2011 وماراثون روتردام 2012. فازت بالميدالية الذهبية في أولمبياد لندن 2012 بزمن قدره 2:23:07، وهو رقم قياسي أولمبي جديد في حينه.

## السيرة الشخصية
ولدت تيكي في جيجيجا، وهي بلدة تشتهر بإنتاج أفضل العدائين. بدأت المنافسة في سباقات الطرق في إثيوبيا واحتلت المركز الرابع في سباق إثيوبيا الكبير 2004.  ذهبت إلى كاتالونيا في إسبانيا في عام 2006 حيث شاركت في سباق نصف الماراثون للمرة الأولى، كما سجّلت فوزها في ماتارو وتيراسا. فازت بسباق 10كم في سان سلفيسترو برشلونة في نهاية العام. سافرت إلى اليابان عام 2007 وفازت بسباق 10 كيلومترات في سباق سانيو رود - بزمن قدره 31:54 دقيقة ما جعلها ثالث أسرع إثيوبية في ذلك العام.  فازت بجائزة Women First 5K لعام 2008 في أديس أبابا في مارس،  ثم جاءت في المركز الرابع في سباق 10كم في بطولة العالم في بانغالور رفيعة المستوى في مايو.  ظهرت لأول مرة على سباقات المضمار والميدان الأوروبية في ذلك الصيف وحققت زمناً مميزاً في سباق 5000 متر قدره 15: 17.74 دقيقة في بطولة ستاديونفيست الدولية وفي بطولة أوسترافا غولدن سبايك، حققت في سباق 10000 متر زمناً قدره 31: 27.80 دقيقة.
في أواخر عام 2008، احتلت المركز السادس في نصف ماراثون دلهي بزمن قدره 1:10:22، لكنها كانت أبطأ بدقيقتين في نصف ماراثون رأس الخيمة لعام 2009، حيث احتلت المركز السادس عشر. حصلت على المركز الثاني خلف أبيبو جيلان في منافسات فيرجينيا بيتش نصف ماراثون في أول ظهور لها في أمريكا. تبع ذلك ظهورها الأول في سباق الماراثون الذي أقيم في أكتوبر في دبلن وحصلت على المركز الثالث. عام 2010، احتلت المركز الرابع في كل من ماراثون لوس أنجلوس وماراثون دبلن، على الرغم من أنها حسنّت رقمها إلى 2:29:53 ساعة.
كان ماراثون أمستردام 2011 بمثابة إنجاز كبير لتيكي حيث فازت بالسباق في زمن قدره 2:22:08 ساعة - أي أسرع بنحو ثمان دقائق من أفضل أداء لها في السابق.  في نهاية ذلك العام عادت إلى إثيوبيا، حيث جاءت في المركز الثاني في سباق إثيوبيا الكبير والمركز الثالث في بطولة الأندية الإثيوبية عبر الضاحية. 
حطمت الرقم القياسي الإثيوبي في ماراثون روتردام 2012، وأكملت سباقًا منفردًا مدته 2:18:58 ساعة لتفوز بالسباق قبل خمس دقائق تقريبًا من الوصيفة فاليريا سترانيو. ما جعلها رابع أسرع امرأة على الإطلاق. نتيجة لذلك، اختيرت لتمثيل إثيوبيا في الماراثون الأولمبي. في أولمبياد لندن 2012 فازت بالميدالية الذهبية في الماراثون بزمن قياسي أولمبي قدره 2:23:07 ساعة، على الرغم من هطول الأمطار طوال السباق وسقوطها في مجمع مياه. بعد الألعاب الأولمبية، حققت أفضل أداء شخصي لها في نصف الماراثون في منافسات غريبت نورث رن،حيث حلّت في المركز الثالث مسجلةً 1:07:48،  منحت جائزة AIMS World Athlete لأدائها المميز في ذلك العام. 
في مشاركتها في ماراثون لندن 2013، سقط غيلانا على الأرض بعد أن تصادمت مع متسابق الكراسي المتحركة جوش كاسيدي عند محطة التغذية الواقعة على بعد 15 كم من نقطة البداية. على الرغم من قدرتها على الاستئناف، إلا أنها تراجعت عن وتيرة الصدارة في النصف الثاني من السباق وانتهت في المركز السادس عشر في زمن قدره 2:36:55. دفع الحادث منظمي ماراثون لندن إلى تغيير ترتيبات البداية لنسخة 2014 وذلك بالسماح لرياضيات الكراسي المتحركة بالبدء قبل سباق السيدات.
اختيرت غيلانا للمشاركة مع المنتخب الإثيوبي لخوض الماراثون في بطولة العالم 2013 في موسكو، لكنها خرجت من السباق الذي أقيم في ظروف حارة ورطبة بعد 5 كيلومترات فقط. دفع انسحابها المبكر، إلى جانب انسحاب زميلتها في الفريق مسيريت هالو، الاتحاد الإثيوبي لألعاب القوى إلى مطالبة الثنائي بتقديم تفسيرات مكتوبة لأفعالهن.
بالعودة إلى ماراثون لندن في عام 2014، أنهت غيلانا السباق في المركز التاسع بزمن قدره 2:26:58 ساعة متأخراً بأكثر من ست دقائق عن الفائزة إدنا كيبلاغات . 

## أفضل الإنجازات الشخصية
- 10000 متر - 31: 27.80 دقيقة (2008)
- 10 كم طريق - 31:54 دقيقة (2007)
- 15كم طريق - 48:09 دقيقة (2012)
- نصف ماراثون - 1:08:48 ساعة (2012)
- ماراثون - 2:18:58 ساعة (2012)

## الفوز بسباقات الطريق
- ماراثون أمستردام: 2011
- نصف ماراثون كاغاوا ماروجامي: 2012 ، 2013
- ماراثون روتردام: 2012
- الماراثون الأولمبي: 2012

## روابط خارجية
- نبذة عن تيكي غيلانا  على موقع الاتحاد الدولي لألعاب القوى

قالب:Footer Amsterdam Marathon Champions Women